# Schaliewinning (Gorsem)
De Schaliewinning is een hoeve in Gorsem, gelegen aan Gorsem-Dorp 2, in de Belgische gemeente Sint-Truiden.

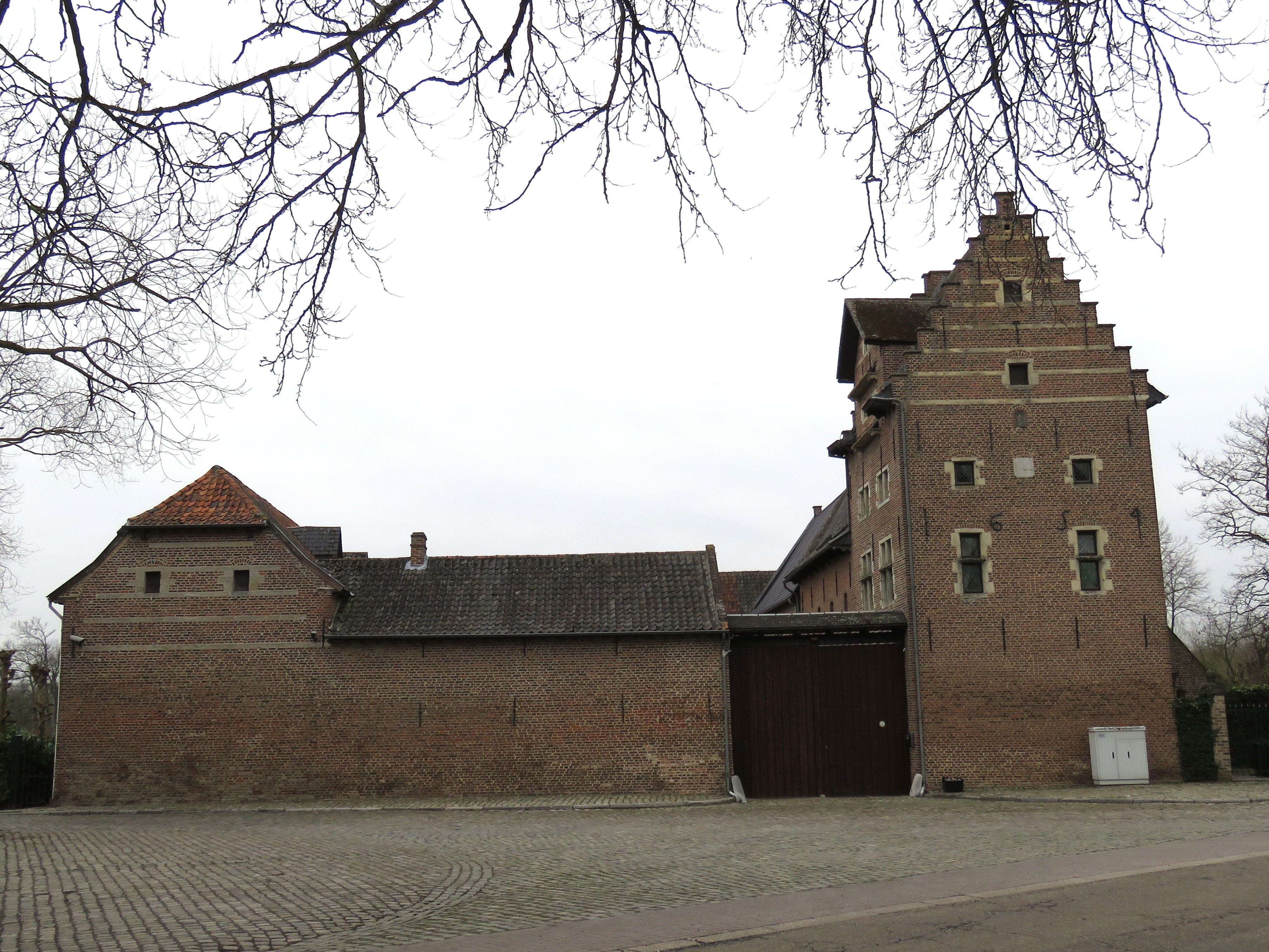
Schaliewinning

De oudste delen van de huidige gesloten vierkantshoeve zijn uit 1654. Het betreft in de eerste plaats het hooghuis, een bakstenen gebouw in Maaslandse stijl met mergelstenen vensteromlijstingen. Dit hooghuis heeft ook een duiventil en een trapgevel met mergelstenen speklagen. In de 19e en 20e eeuw werden aanpassingen verricht en gebouwen bijgebouwd.
De schuur heeft een 17e-eeuwse kern en werd in 1842 gewijzigd. In 1943 werd nog een aanbouw opgericht.